# Vernonia ruvungatundu
Vernonia ruvungatundu là một loài thực vật có hoa trong họ Cúc. Loài này được C.Jeffrey miêu tả khoa học đầu tiên năm 1988.